# نمور الورق (فلم)
نمور الورق (بالإنجليزية: The Paper Tigers) هو فيلم درامي كوميدي أمريكي عن الفنون القتالية لعام 2020، من سيناريو وإخراج باو تران.عُرض الفيلم لأول مرة في مهرجان الخيال السينمائي الدولي في أغسطس 2020.

## روابط
نمور الورق على موقع IMDb (الإنجليزية)
- نمور الورق على موقع روتن توميتوز (الإنجليزية)
- نمور الورق على موقع قاعدة بيانات الفيلم (الإنجليزية)
- نمور الورق على موقع ليتربوكسد (الإنجليزية)
- نمور الورق على موقع كينوبويسك (الروسية)